# Marolia grandis
Marolia grandis là một loài bọ cánh cứng trong họ Melandryidae. Loài này được Peyerimhoff miêu tả khoa học năm 1918.